# Juliusz Kozolubski
Juliusz Marcin Kozolubski (ur. 3 czerwca 1897 w Wiener Neustadt, zm. 14 listopada 1964 w Londynie) – podpułkownik dyplomowany piechoty Polskich Sił Zbrojnych i inspektor Policji Państwowej oraz historyk wojskowości.

## Życiorys
Urodził się 3 czerwca 1897 w Wiener Neustadt, w rodzinie Marcina, wachmistrza, instruktora jazdy konnej w Terezjańskiej Akademii Wojskowej i Franciszki z Jasińskich. W 1907 rozpoczął naukę w c. k. Wyższym Gimnazjum w Drohobyczu. 17 stycznia 1916 zdał egzamin dojrzałości, przyśpieszony, dla uczniów pełniących służbę wojskową.
W latach 1919–1920 ukończył kurs w École spéciale militaire de Saint-Cyr we Francji. 14 listopada został odkomenderowany do Wyższej Szkoły Wojennej w Warszawie, w charakterze słuchacza Kursu normalnego 1921/23. Był „jednym z najzdolniejszych” wśród słuchaczy kursu, „cieszącym się ogólną sympatią i powszechnym uznaniem”. Był powszechnie nazywany „omnibusem”. Z dniem 1 października 1923, po ukończeniu kursu i otrzymaniu dyplomu naukowego oficera Sztabu Generalnego, został przydzielony do Wojskowego Instytutu Geograficznego, a później do Oddziału IIIa Biura Ścisłej Rady Wojennej w Warszawie. 31 marca 1924 został mianowany kapitanem ze starszeństwem z 1 lipca 1923 i 226. lokatą w korpusie oficerów piechoty. W październiku 1925 został przydzielony do Wojskowego Instytutu Naukowo-Wydawniczego. W listopadzie 1928 został przeniesiony do 83 Pułku Piechoty w Kobryniu. W grudniu 1929 został przeniesiony do Oddziału III Sztabu Głównego na stanowisko referenta. W 1933 ukończył studia na Wydziale Humanistycznym Uniwersytetu Józefa Piłsudskiego w Warszawie. Z dniem 1 kwietnia 1934 został przeniesiony do Wojskowego Instytutu Naukowo-Wydawniczego (8 listopada tego roku przemianowany na Wojskowy Instytut Naukowo-Oświatowy) na stanowisko szefa Wydziału Prasowego. Z dniem 1 maja 1935 został przydzielony do Ministerstwa Spraw Wewnętrznych na sześciomiesięczną praktykę. 12 lipca 1935 uczestniczył w odprawie komendantów wojewódzkich Policji Państwowej, jako oficer do szczególnych zleceń Komendy Głównej PP. Na stopień majora został mianowany ze starszeństwem z 1 stycznia 1936 i 16. lokatą w korpusie oficerów piechoty. 23 stycznia został wyznaczony na stanowisko pełniącego obowiązki szefa sztabu Komendy Głównej PP, a 1 kwietnia 1936 zatwierdzony na tym stanowisku i mianowany inspektorem PP. W tym samym czasie został przeniesiony do rezerwy Wojska Polskiego.
Zmarł 14 listopada 1964 w Londynie.

## Życie prywatne
26 października 1920 ożenił się ze Stanisławą Smoleń. Miał dwoje dzieci.

## Ordery i odznaczenia
- Krzyż Walecznych (dwukrotnie)[28]
- Medal Niepodległości (27 czerwca 1938)[4]
- Srebrny Krzyż Zasługi (10 listopada 1928)[29][28]
- Medal Pamiątkowy za Wojnę 1918–1921[22]
- Medal Dziesięciolecia Odzyskanej Niepodległości[22]

## Publikacje
- Dywizja ułanów w osłonie (29 XI 1830 – 9 II 1831). „Bellona”. XXV, s. 56–75, 187–210, 1927. Warszawa: Wojskowy Instytut Naukowo-Wydawniczy.
- Propaganda wojenna w świetle doświadczeń wojny światowej. Warszawa: Wojskowy Instytut Naukowo-Wydawniczy, 1928.
- Piechota w obronie Warszawy (6–7.IX.1831). Warszawa: 1932.
- Przełom pod Caporetto. Warszawa: 1933.
- Dwudziestolecie Policji Państwowej w Polsce. „Przegląd Policyjny”. 6 (18), s. 402–426, listopad 1938. Warszawa.